# Erve Kots
Erve Kots is een historisch gebouw en een openluchtmuseum met een pannenkoekenrestaurant en zalencentrum in Lievelde, in de Nederlandse gemeente Oost Gelre in de Achterhoek. De boerderij is tot 1936 bewoond geweest door de familie Kots.
Rond 1500 werd de boerderij gebouwd als los hoes. Later werd Erve Kots een herberg. Ten tijde van het Belegh van Grol vestigden prins Frederik Hendrik van Oranje en zijn Staatse leger hier hun hoofdkwartier. Rond 1750 is de boerderij gemoderniseerd en is de scheidingsmuur tussen het woongedeelte en de deel aangebracht. Naast de grote end- of niendeuren staat in brons het beeld van de oprichter van het openluchtmuseum, Bernard Weenink, gemaakt door Joop Kruip. Op de middeler, tussen de enddeuren, zit een zandloperteken en op het dak staat het gevelteken bestaande uit twee gekruiste paardenhoofden. De deel is naar de weg gekeerd, omdat zo de boerenwagens naar binnen kunnen rijden. Het voorhuis ligt aan de voorkant. Hier zit het woongedeelte met de haard onder de schoorsteen. De aanbouw, waar de ouders van de landbouwer vroeger woonden, wordt de enskamer genoemd. Verder zit er in de boerderij een meidenkamertje, weefkamer en kelder. 
Aan de voorkant van de boerderij liggen een waterput met een gietijzeren rand en een bakoven, waar elke week het roggebrood werd gebakken. Als de oven op temperatuur was, werd de as verwijderd en het roggedeeg in de oven geplaatst. Rond de oven en links van de boerderij ligt nu een kruiden- en moestuin.

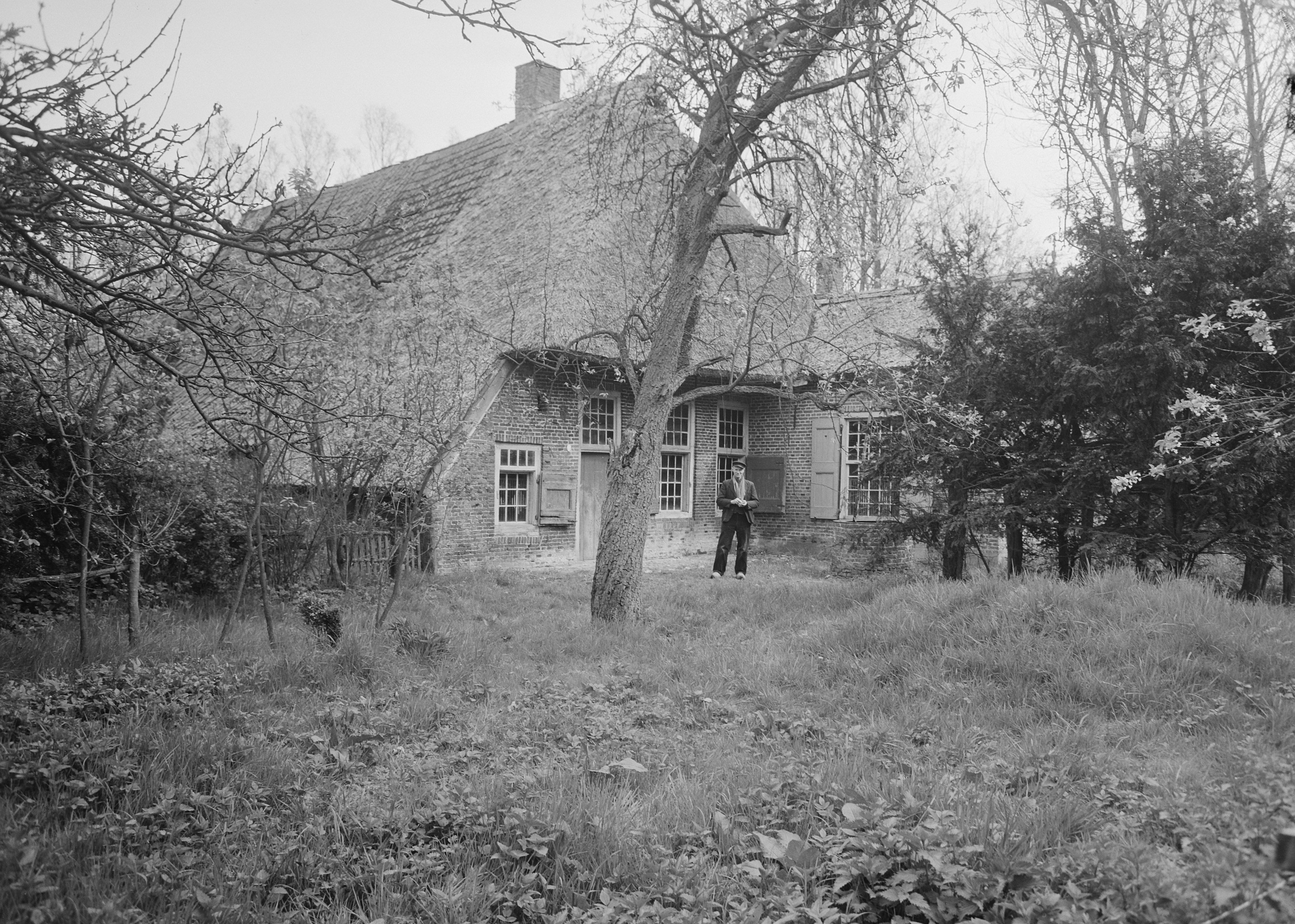
Erve Kots in 1957
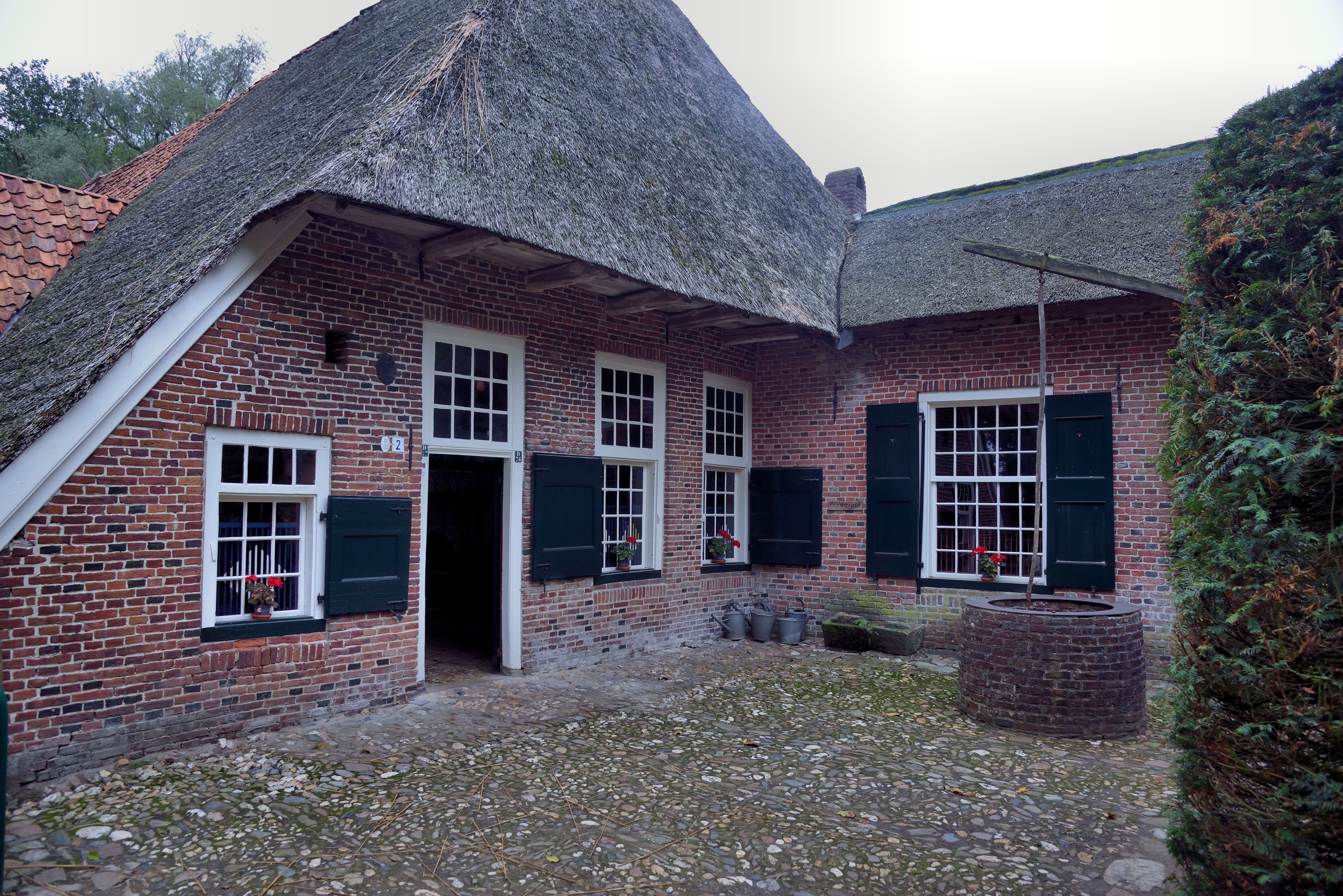
Voorhuis met waterput Erve Kots
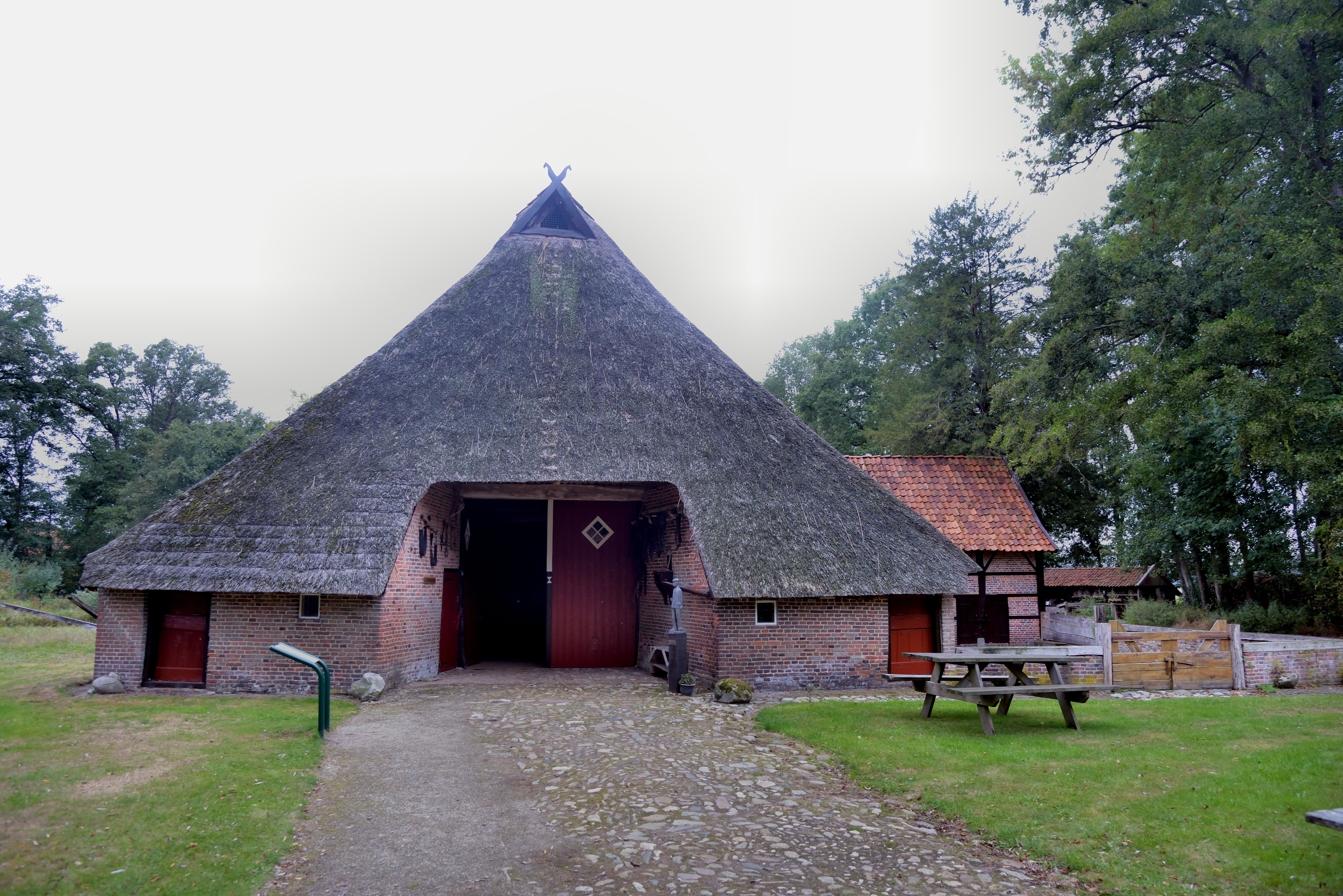
Achterhuis Erve Kots
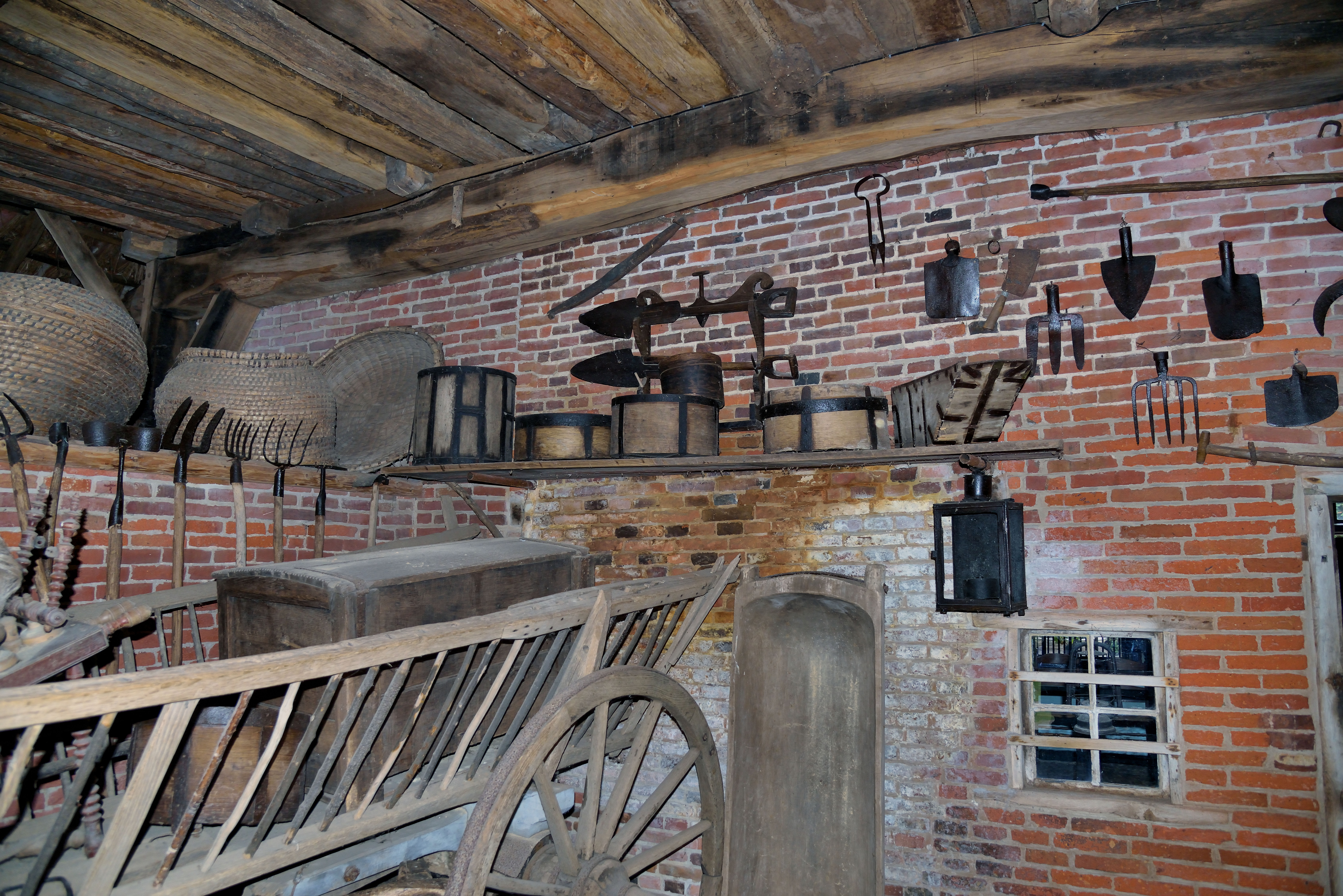
Scheidingsmuur
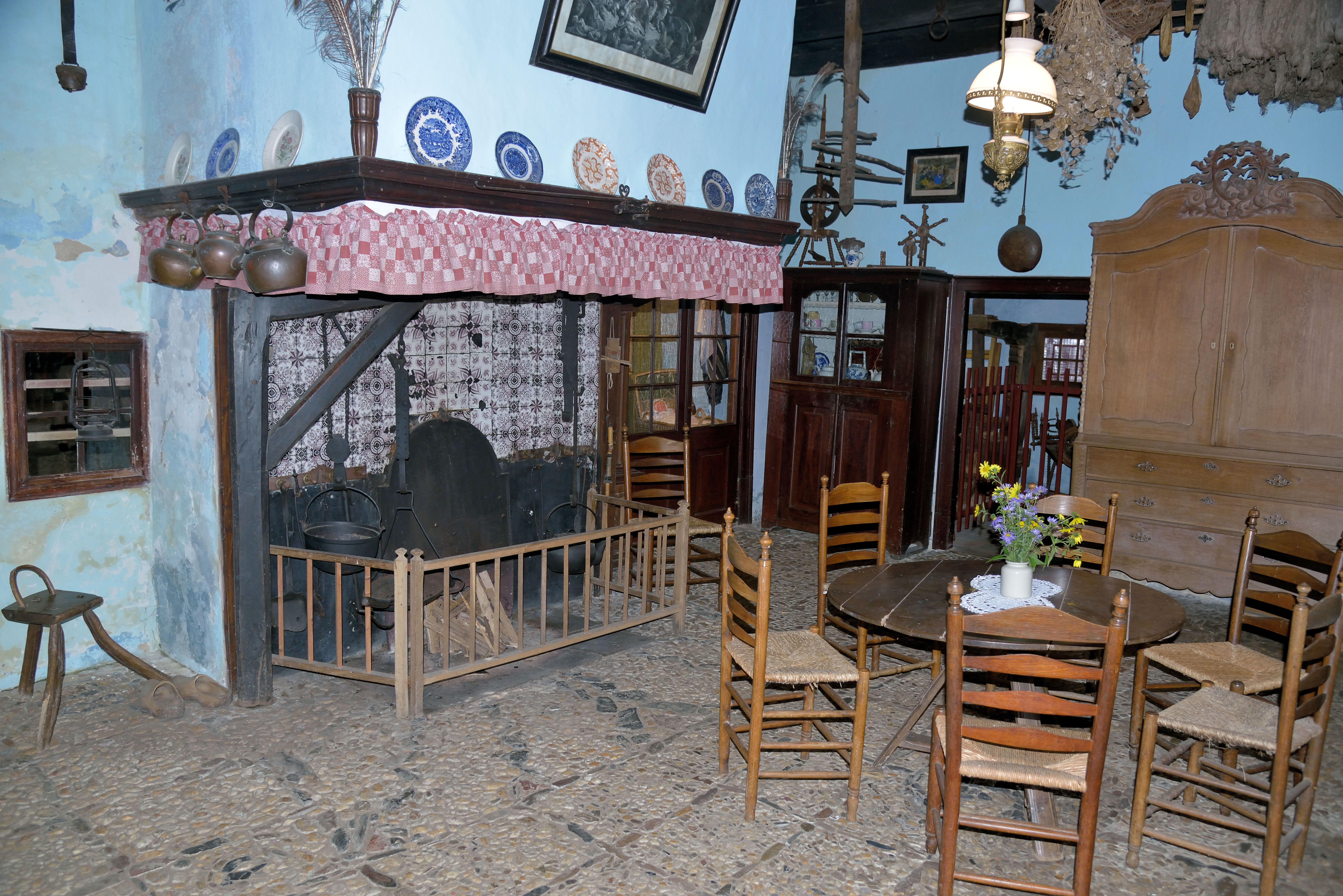
Woongedeelte
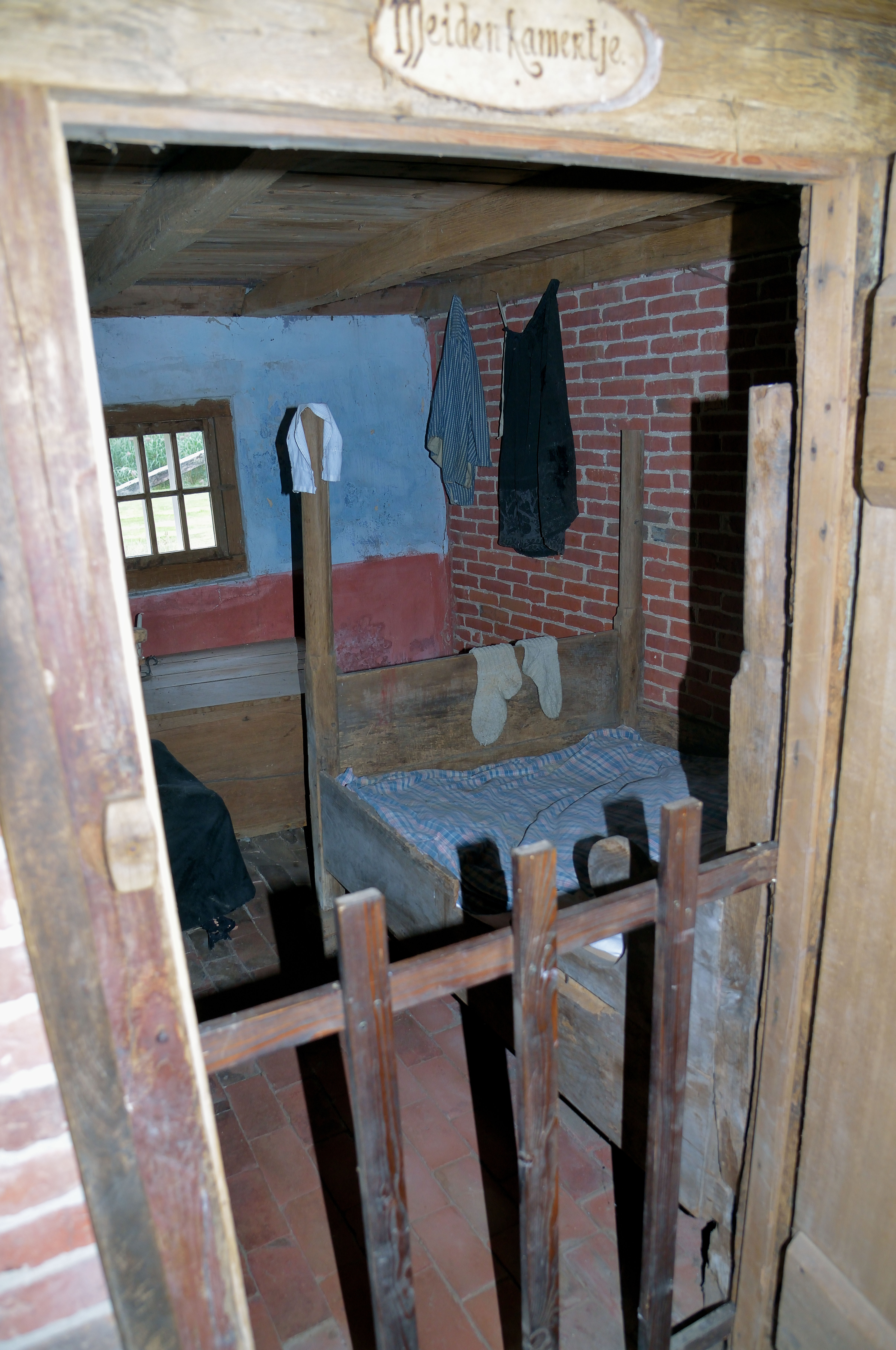
Meidenkamertje
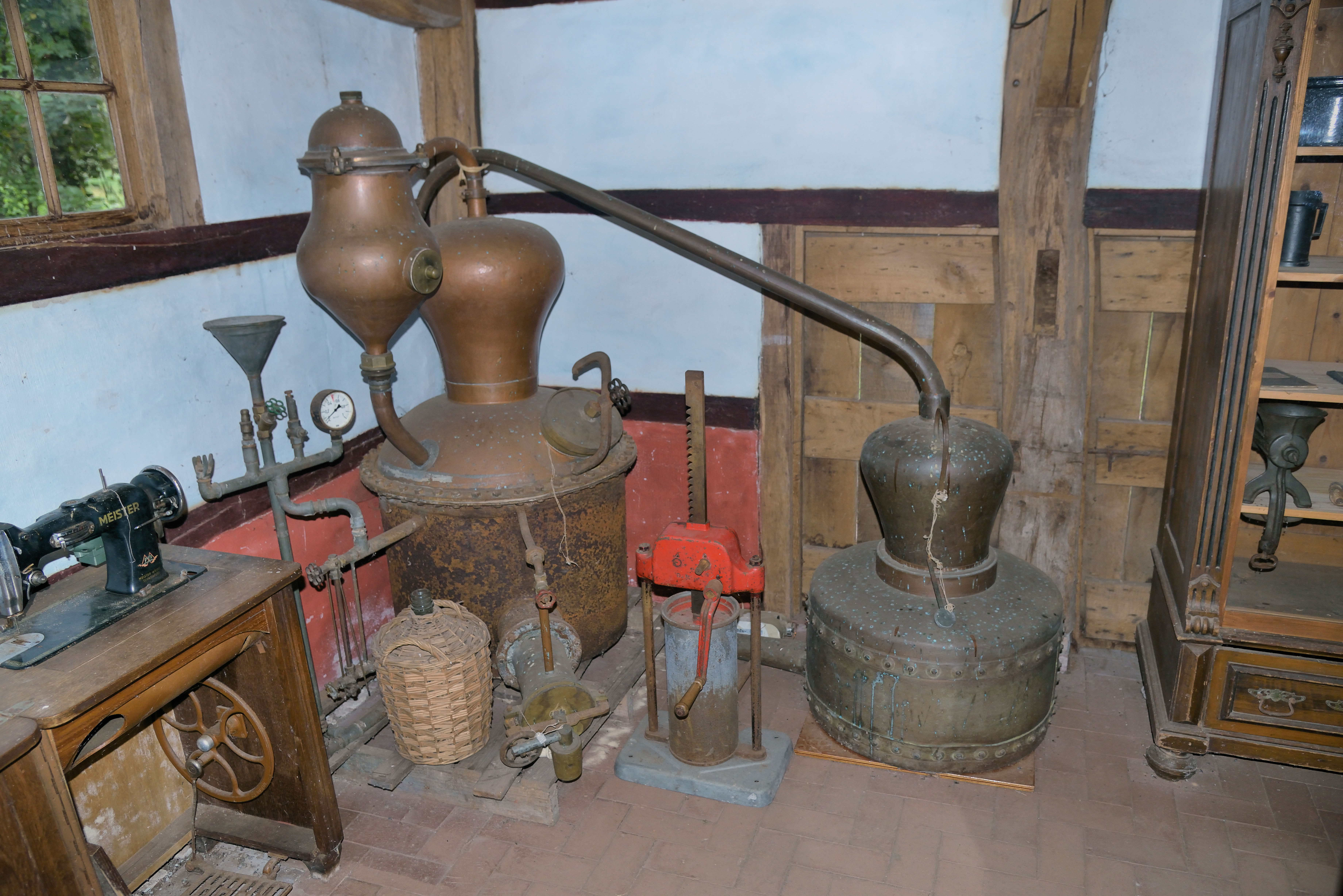
Destilleerketel in voormalige varkensstal
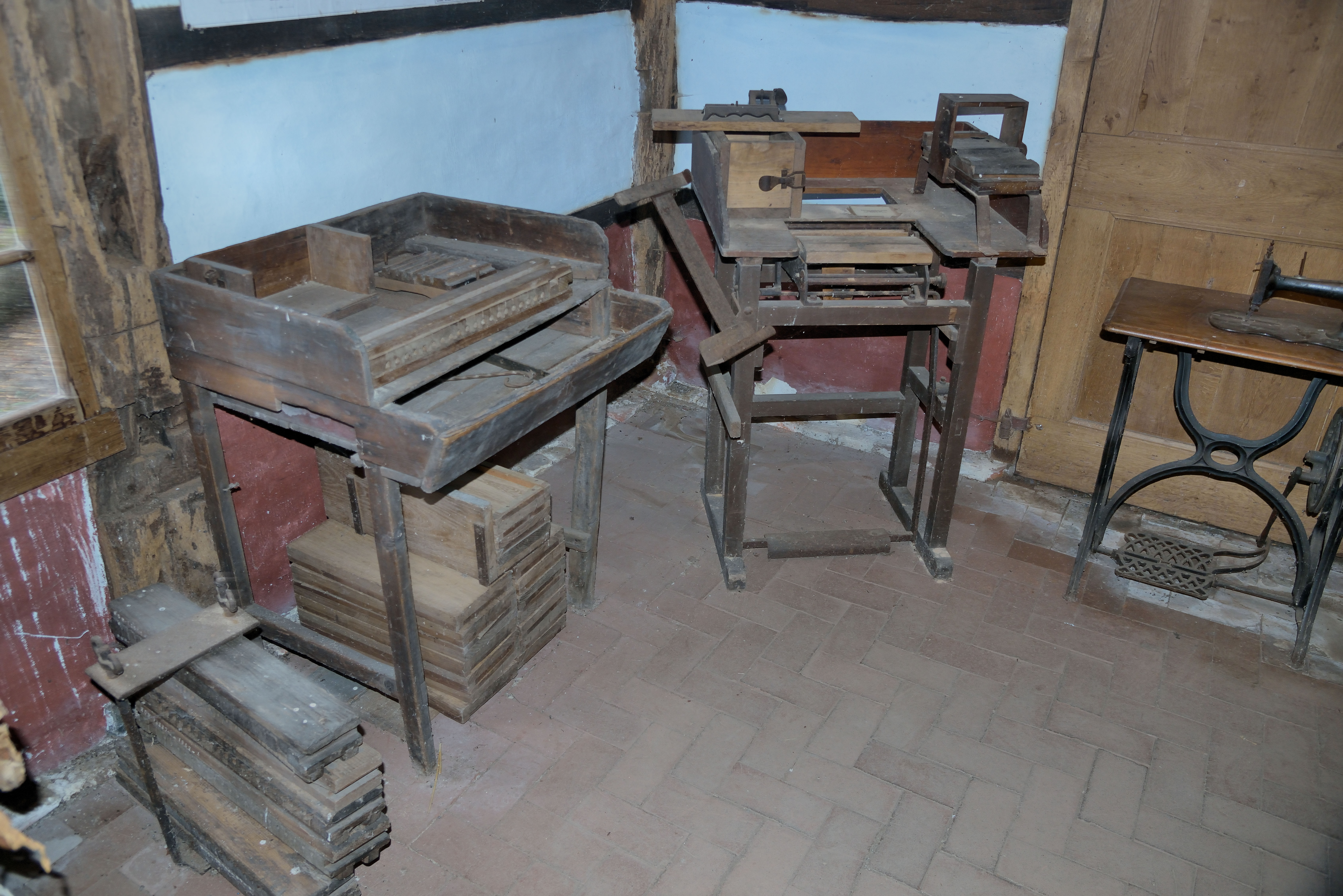
Sigarenmakerij van JeKaGe in voormalige varkensstal

## Openluchtmuseum
In de crisisjaren begon landbouwer Bernard Weenink met het openluchtmuseum, dat door zijn zoon Gerard Weenink verder werd uitgebreid. Nu wordt door Gerards zoon Ben het openluchtmuseum geleid. Het eigendom van het museum, met omliggende terreinen, landbouwgronden en gebouwen, is in 1971 overgedragen aan de Bernard Weenink Stichting.
Het museum herbergt onder andere een kleine brouwerij, een oliemolen, een houtzagerij, een los hoes en een kolenbrandershut. Daarnaast staan er talrijke boerenwagens, ploegen, machines en gebruiksvoorwerpen afkomstig van de boerderijen uit de omgeving.

### De Schoppe
In de schoppe staan landbouwwerktuigen, karren en wagens. Er staat onder andere een kleedwagen, die de naam te danken heeft aan het doek als overkapping. Verder staan hier nog een wanmolen. De linkerkant van de schoppe was oorspronkelijk-een schaapskooi.

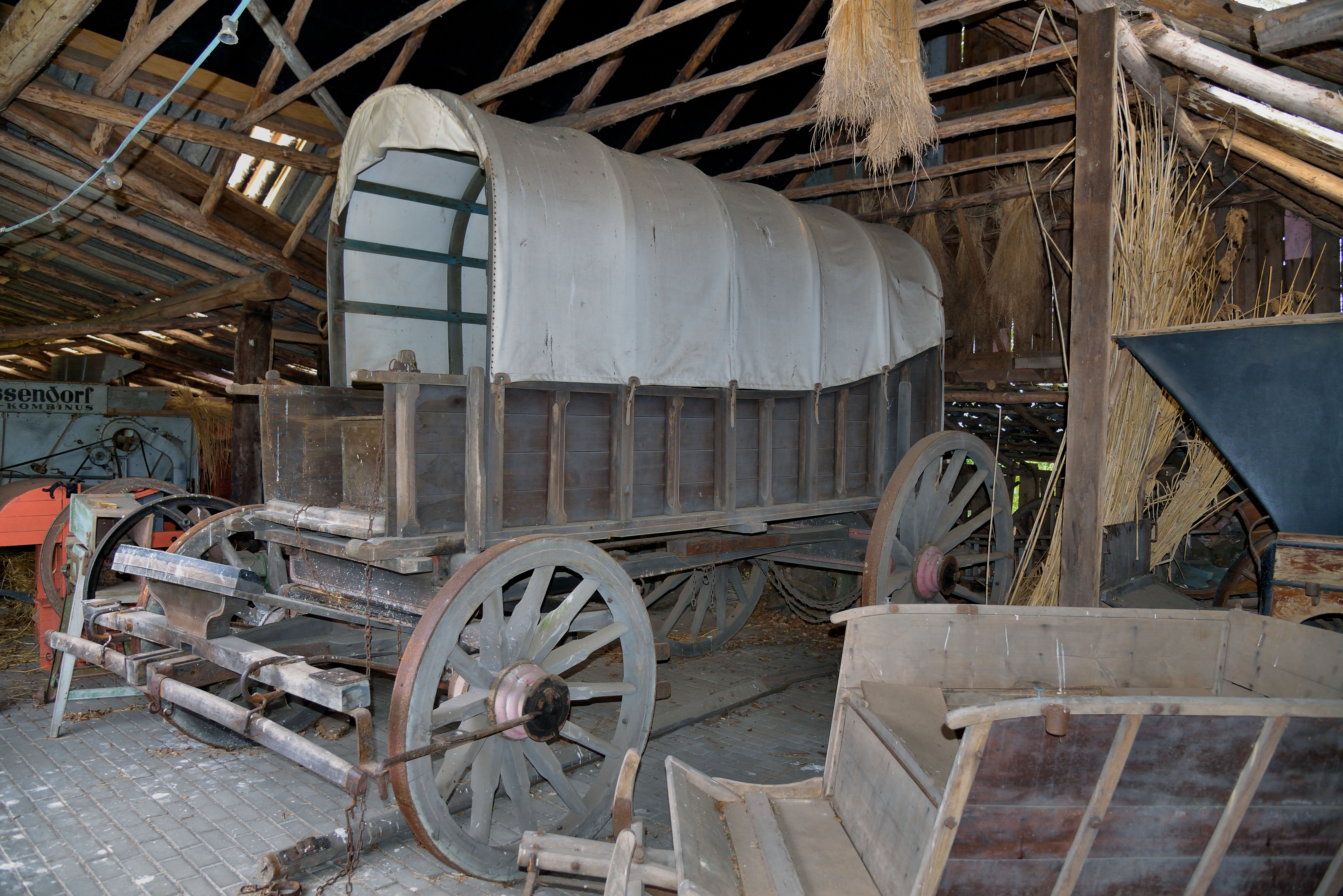
Kleedwagen
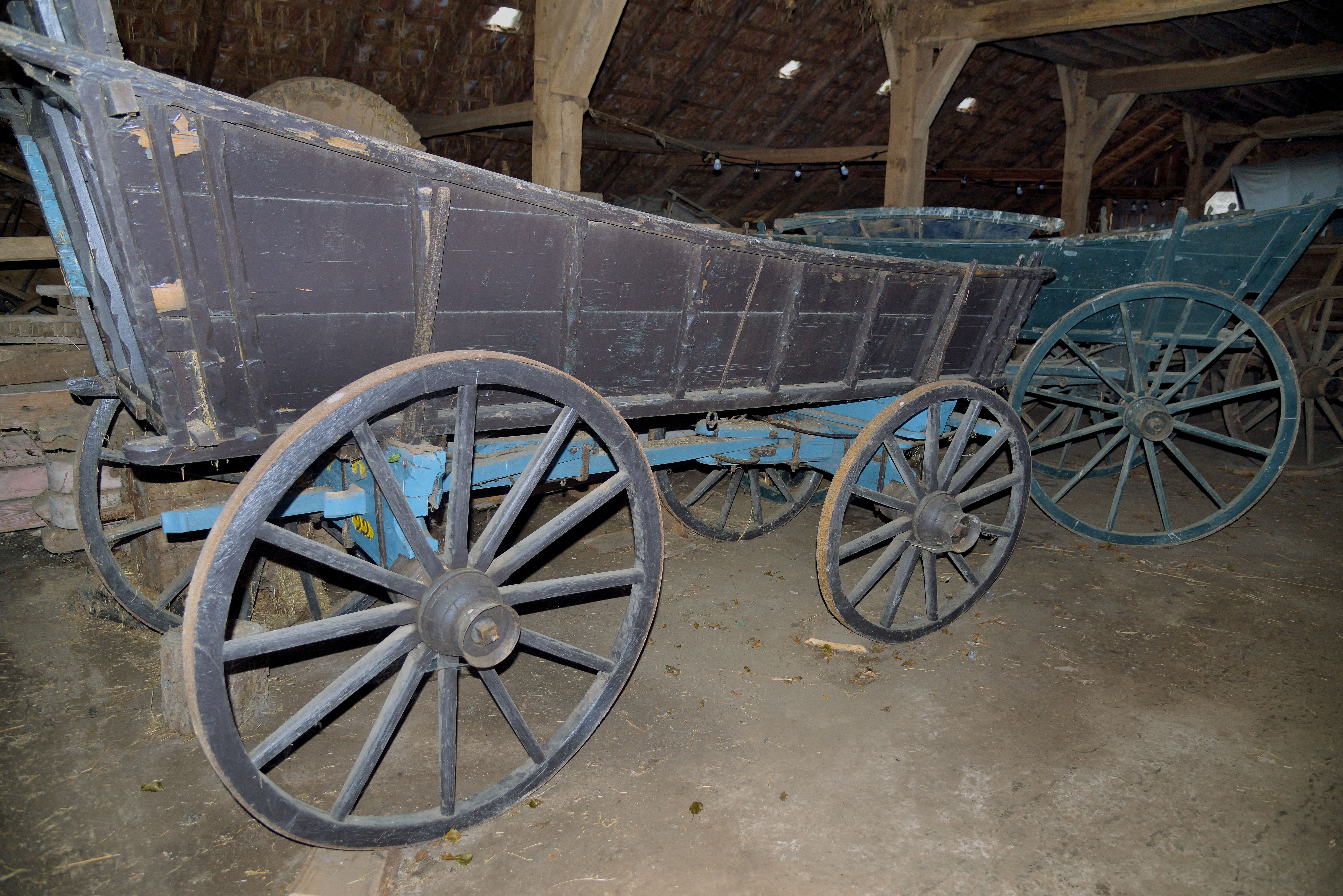
Wagens
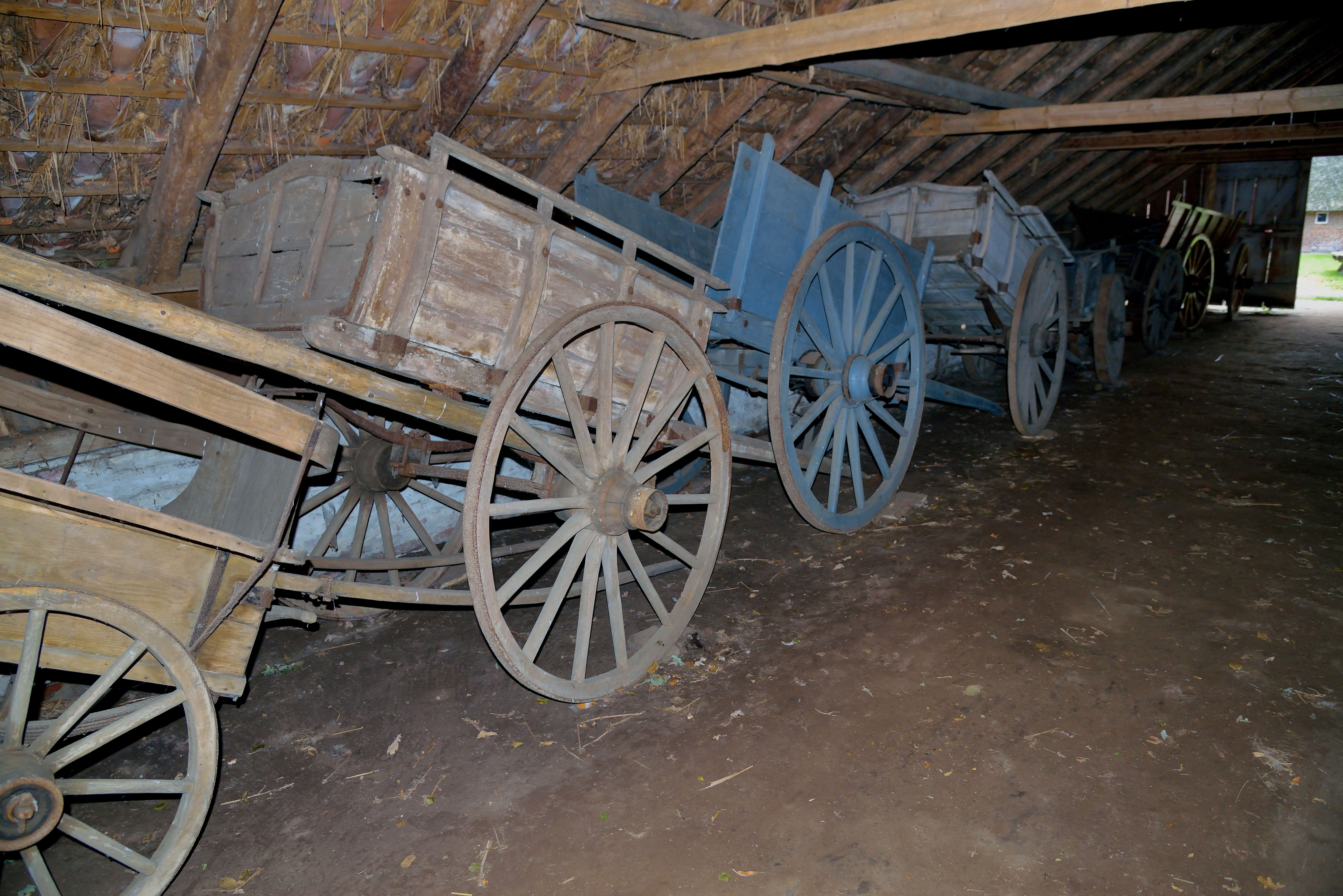
Boerenkarren
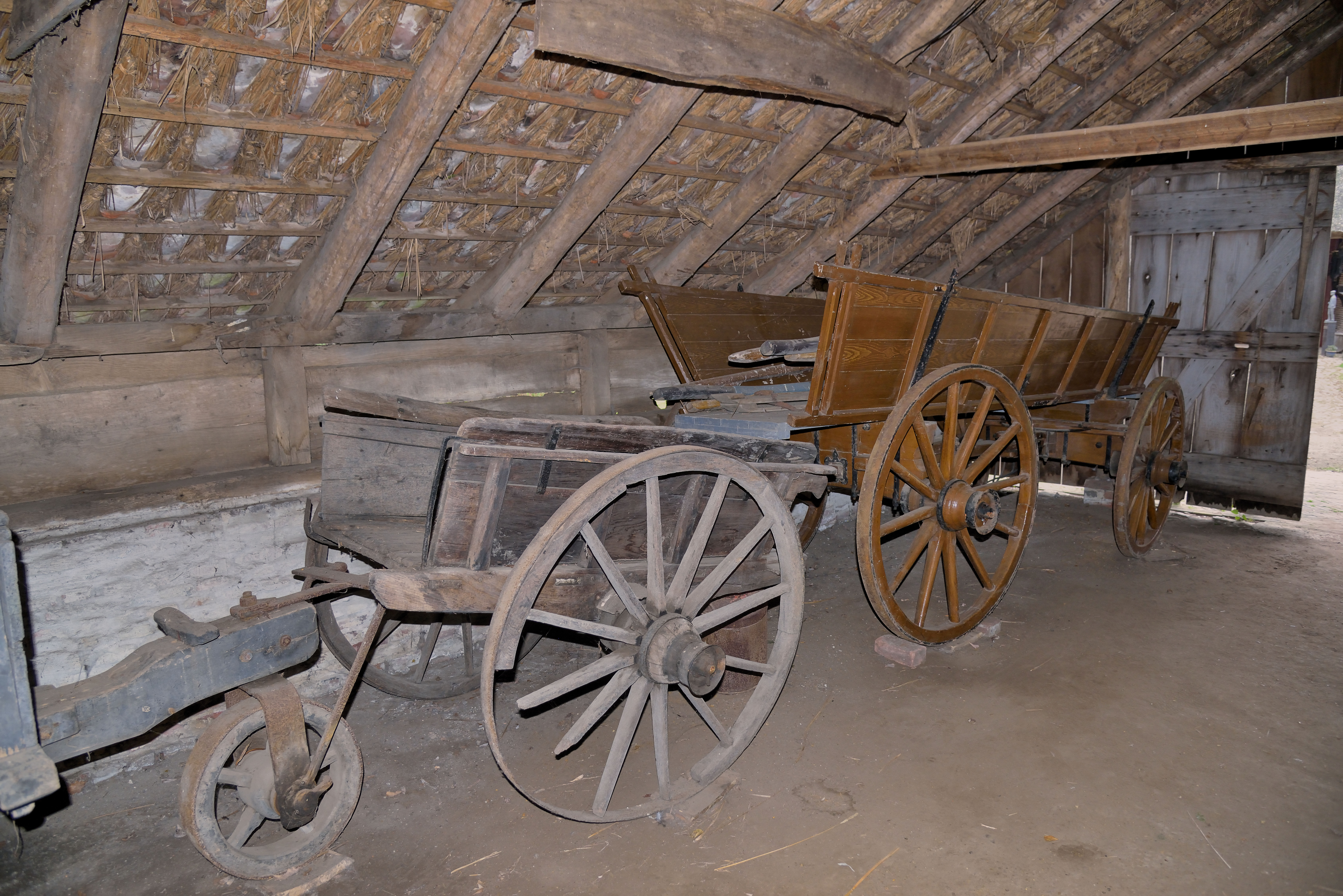
Karren en een wagen

De brouwerij, het Brouwhoes genaamd, is opgestart in 1998. Hier wordt het Achterhoekse landbier Boksebier gebrouwen en ook het speciale pilsener Frederik Hendrik. Per brouwsel wordt tien hectoliter gebrouwen.

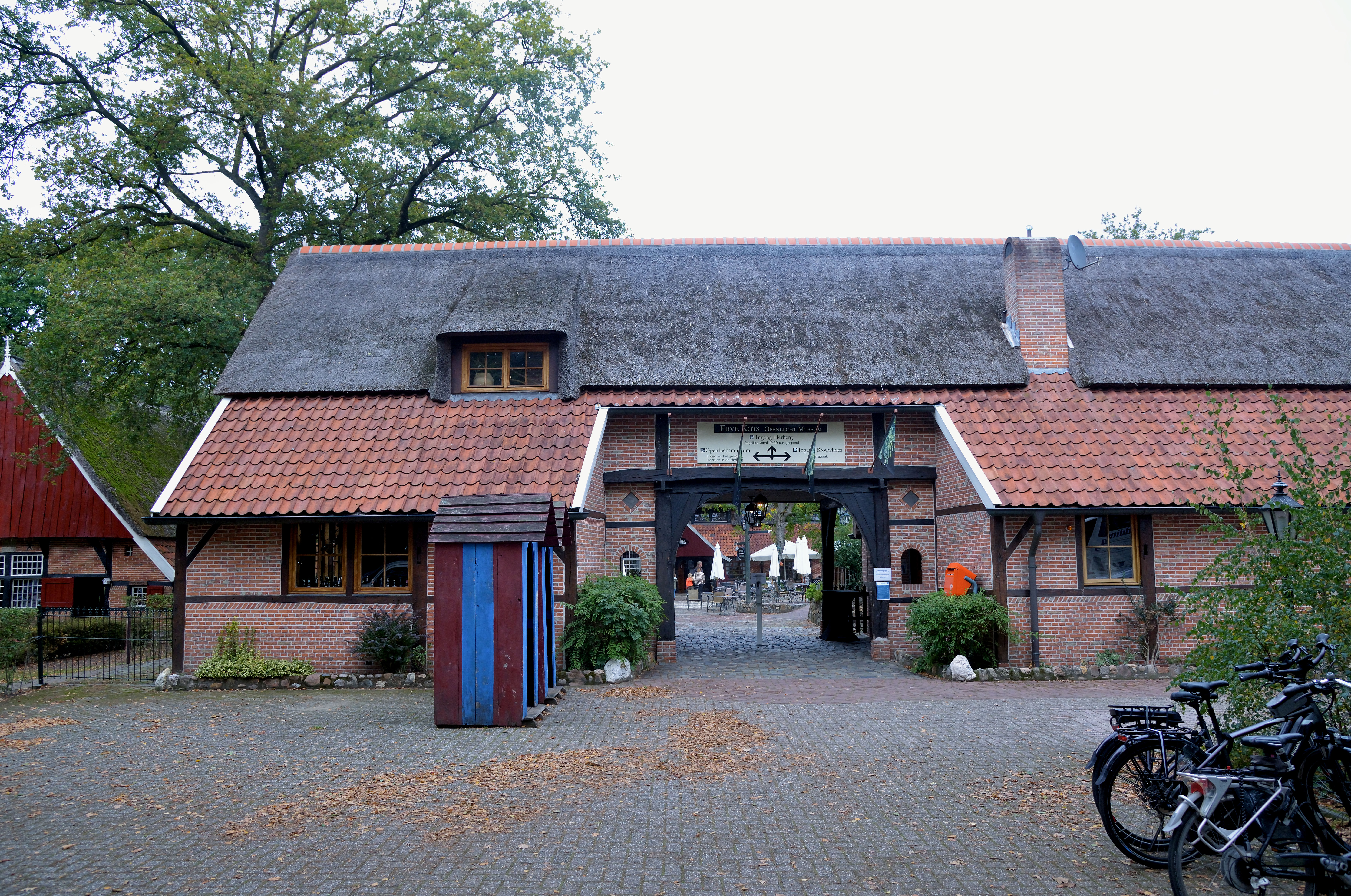
Ingang
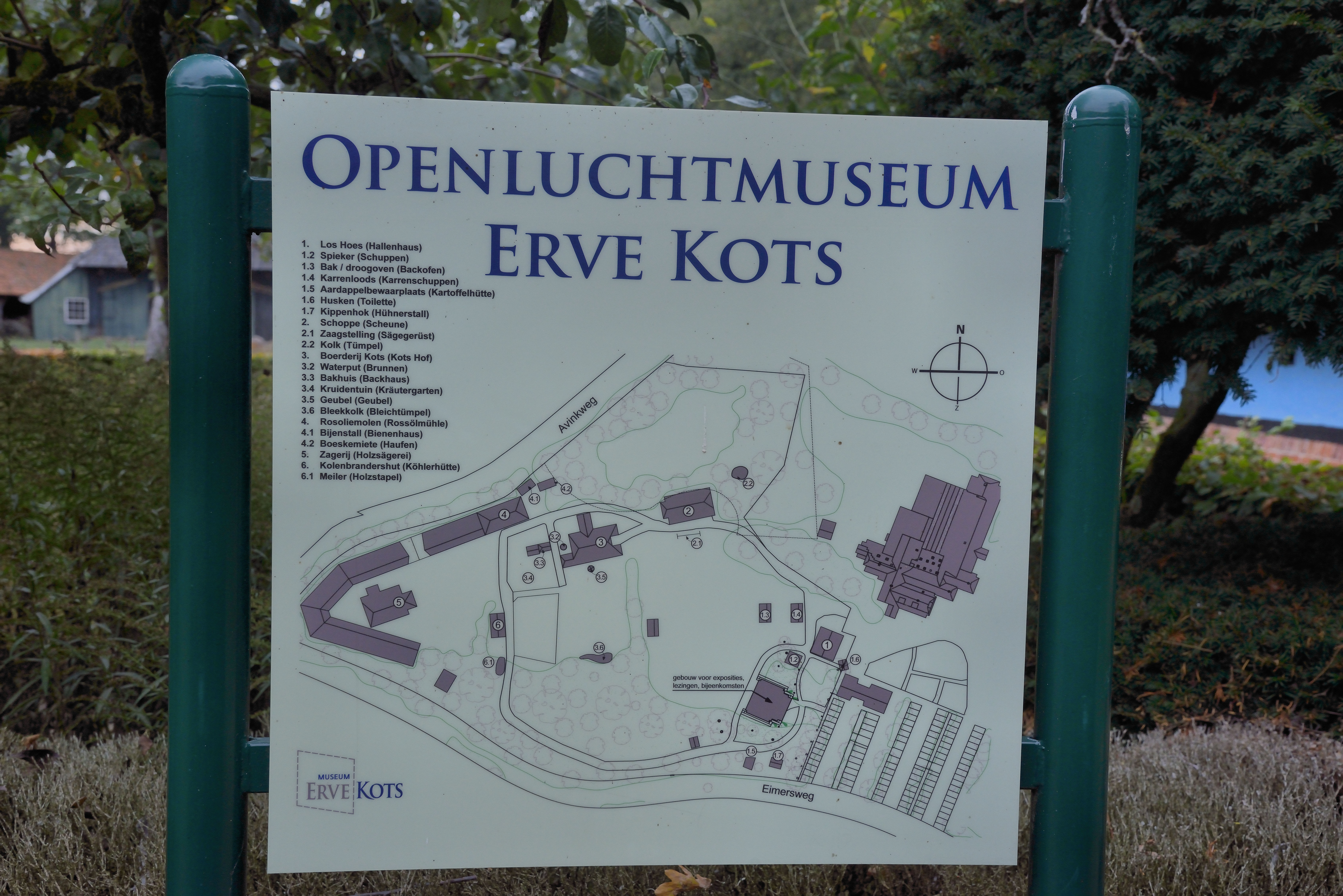
Plattegrond openluchtmuseum
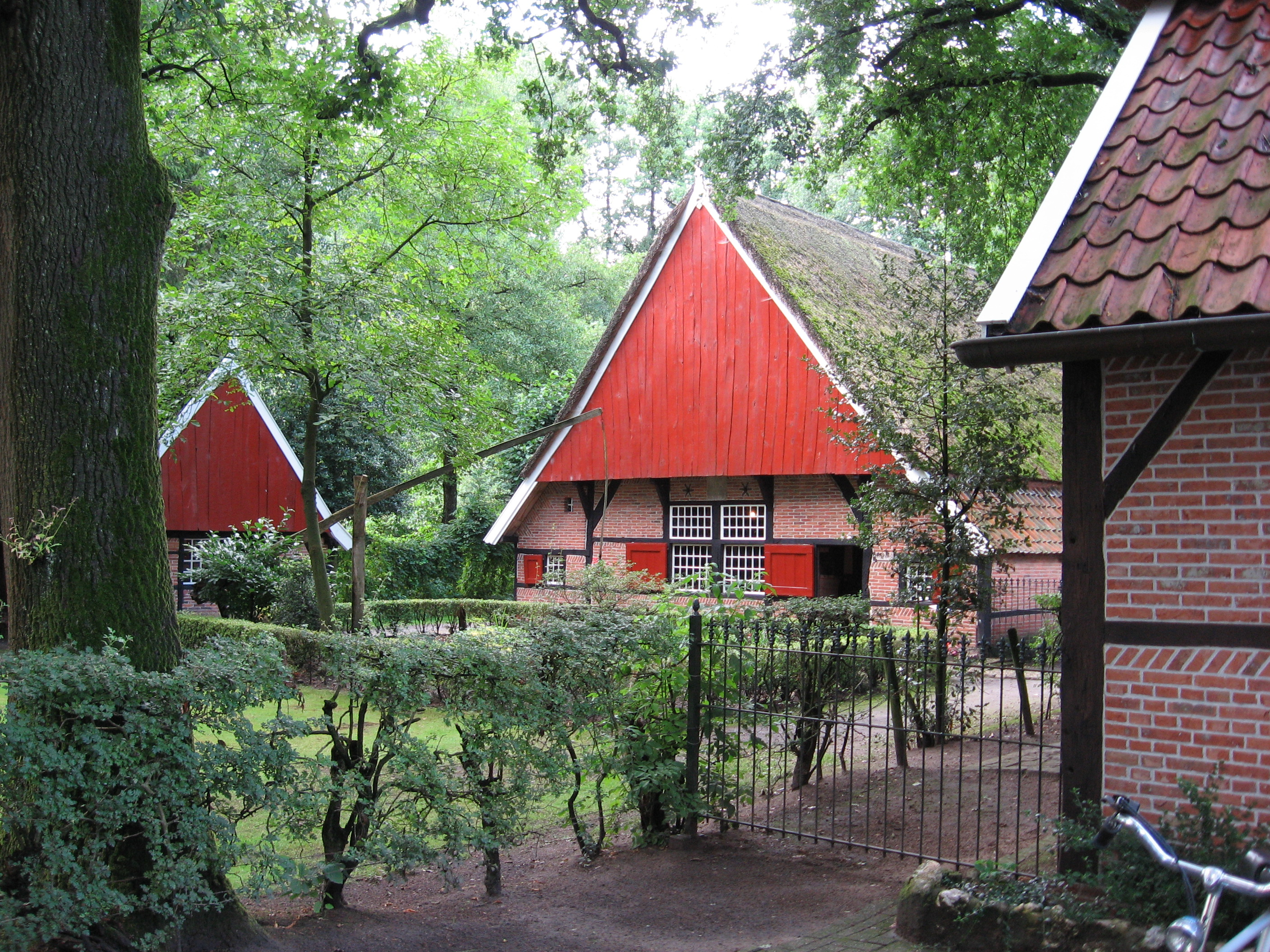
Los hoes
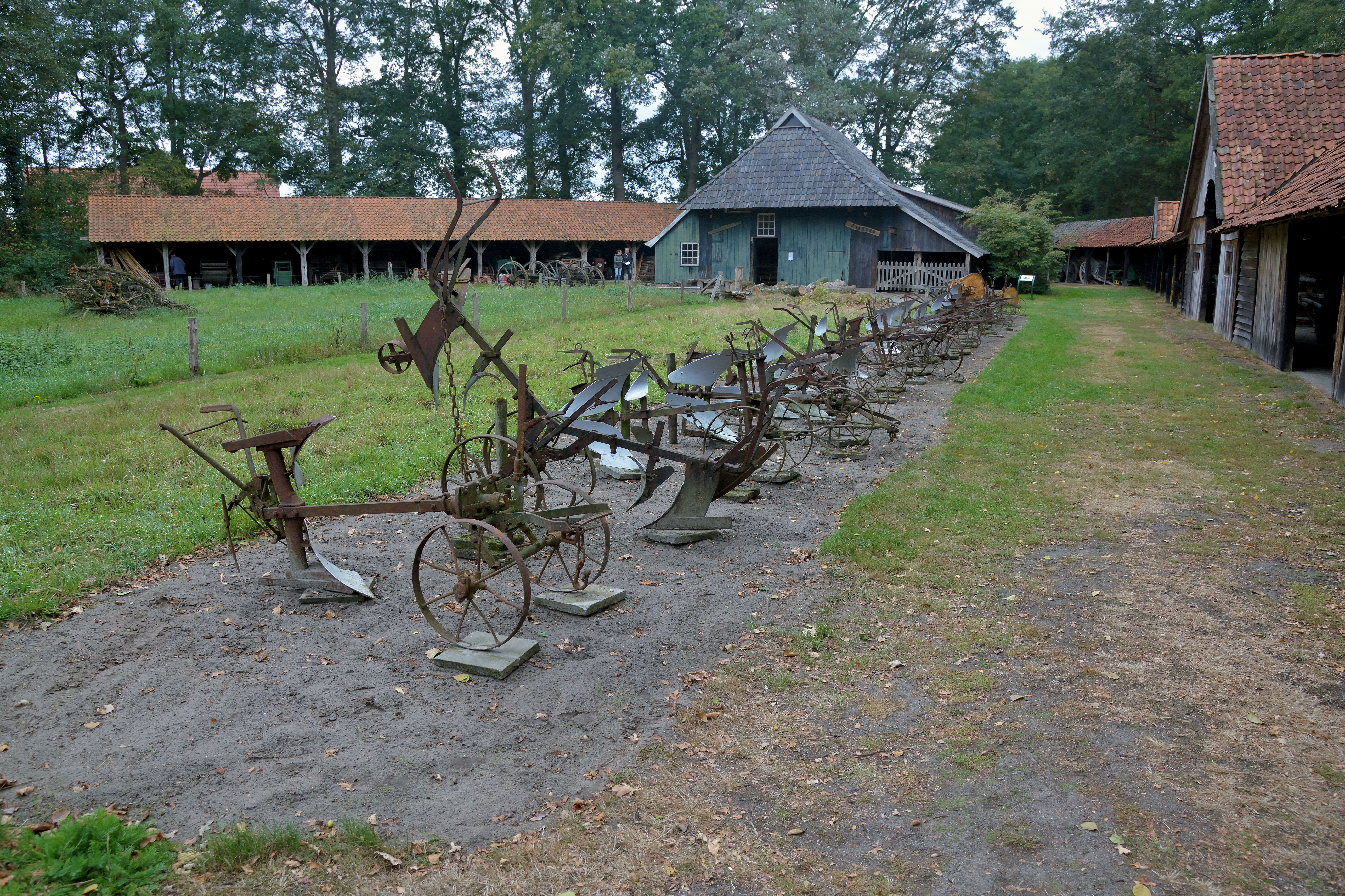
Zagerij met klompenmakerij
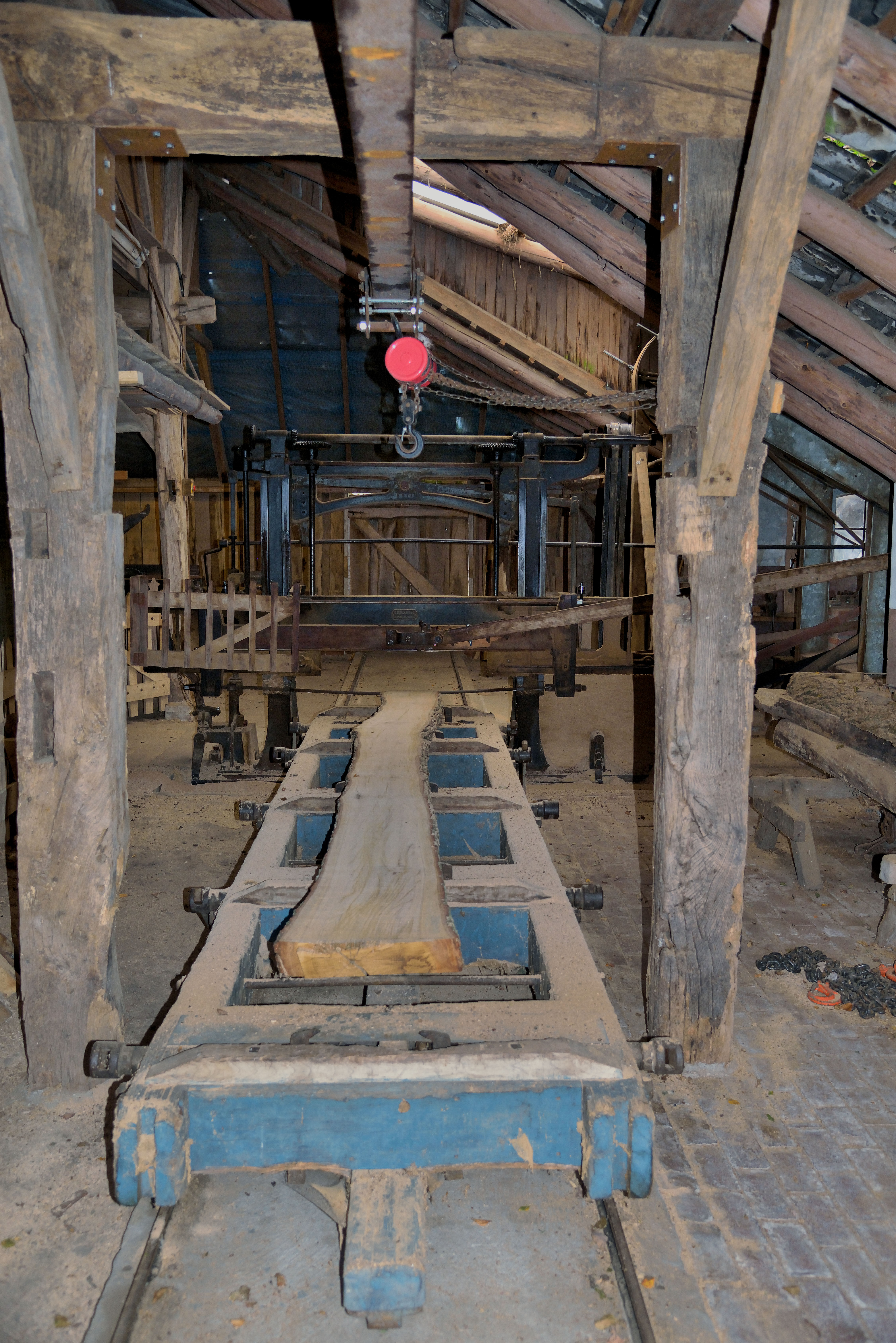
Zaagmachine uit 1920 merk Kiessling Leipzig
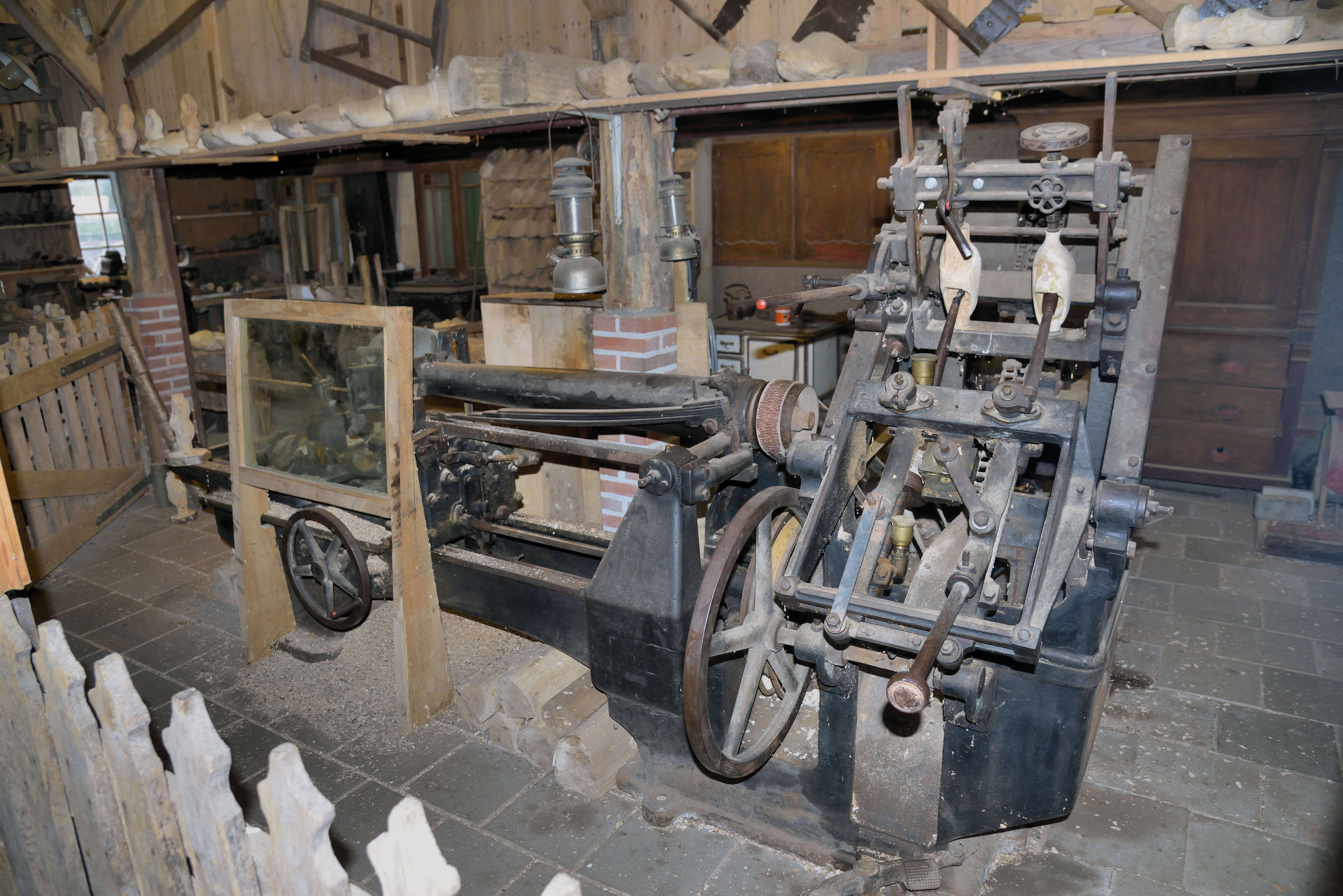
Klompenkopieermachine
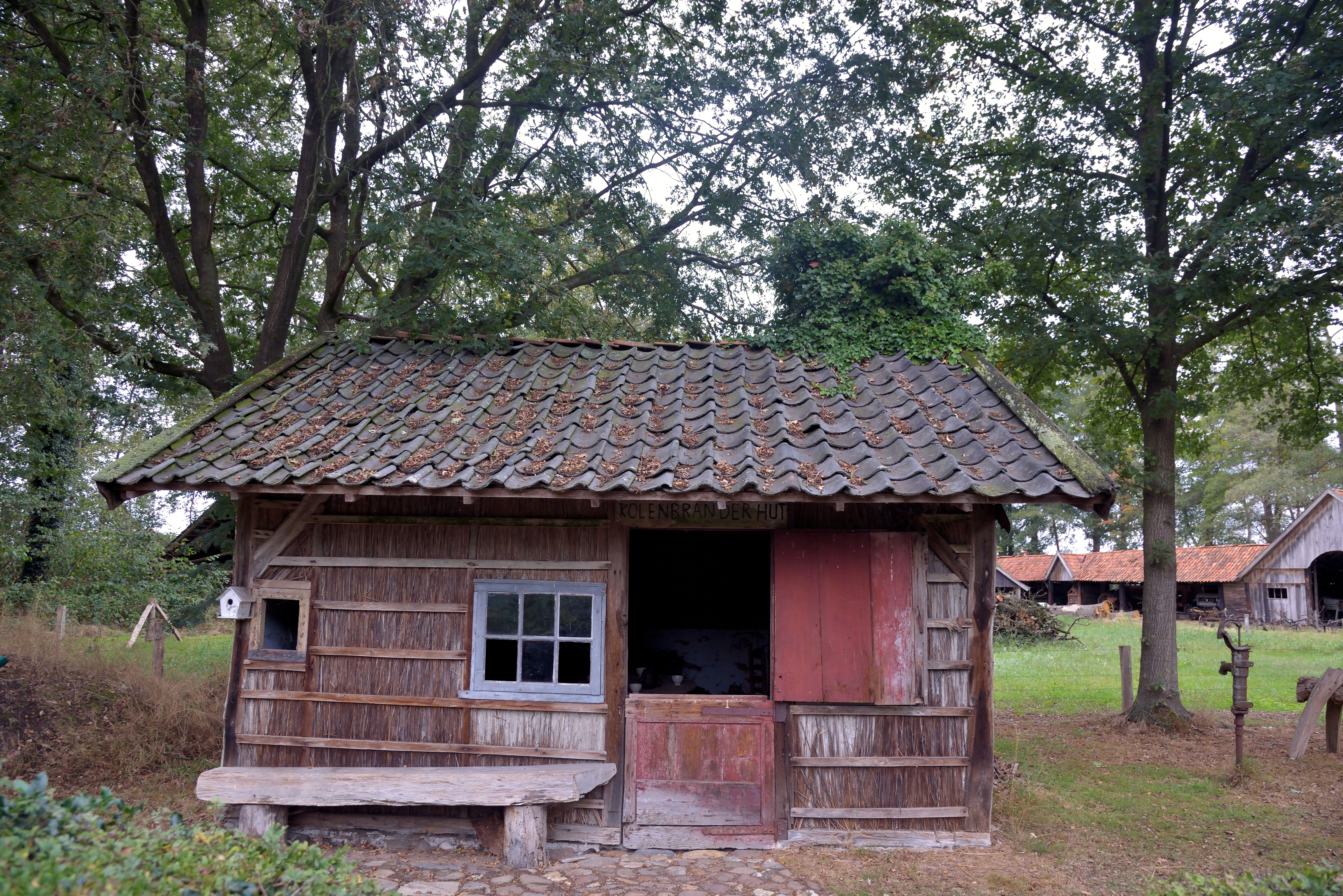
Kolenbrandershut
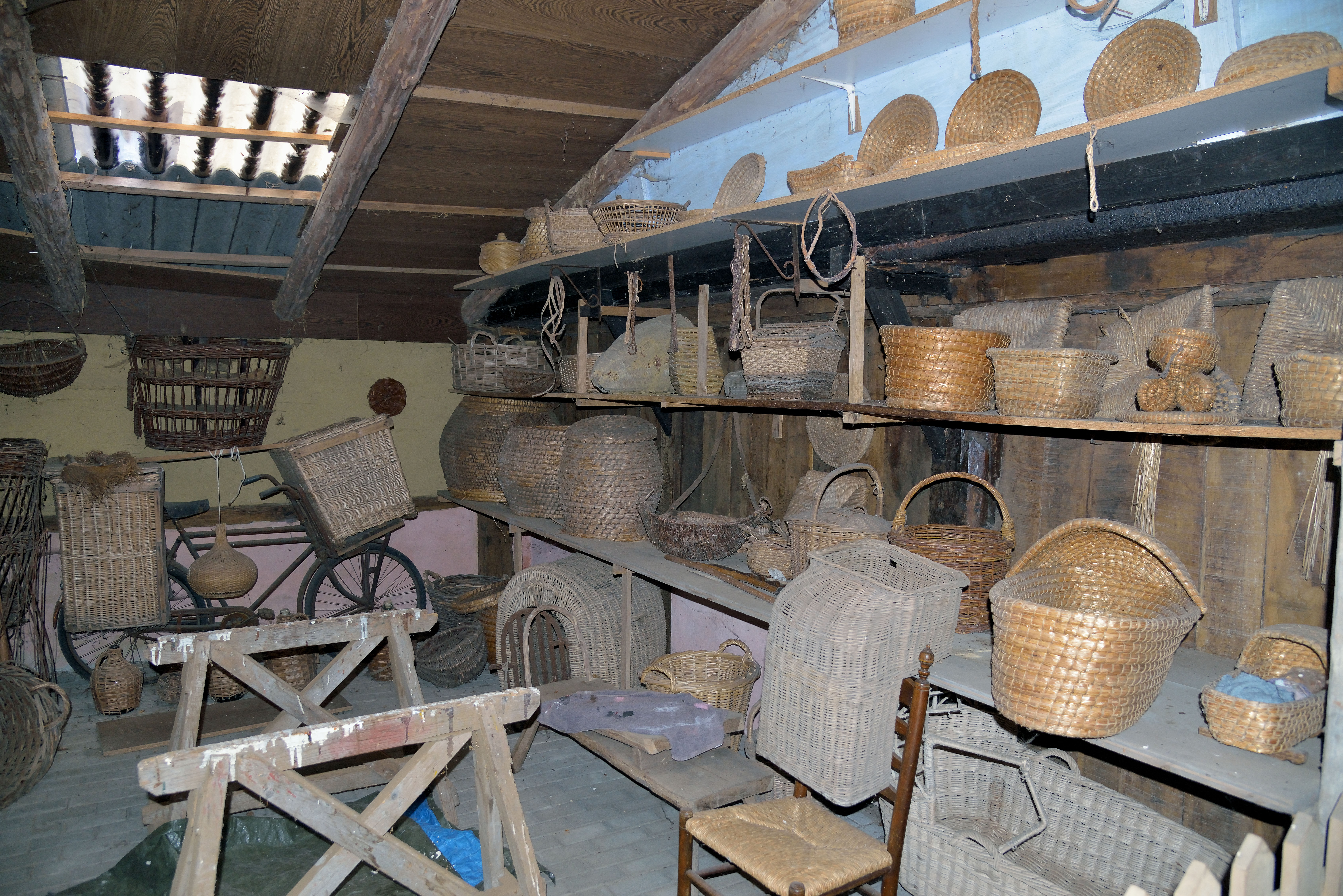
Opgeslagen collectie, manden en korven
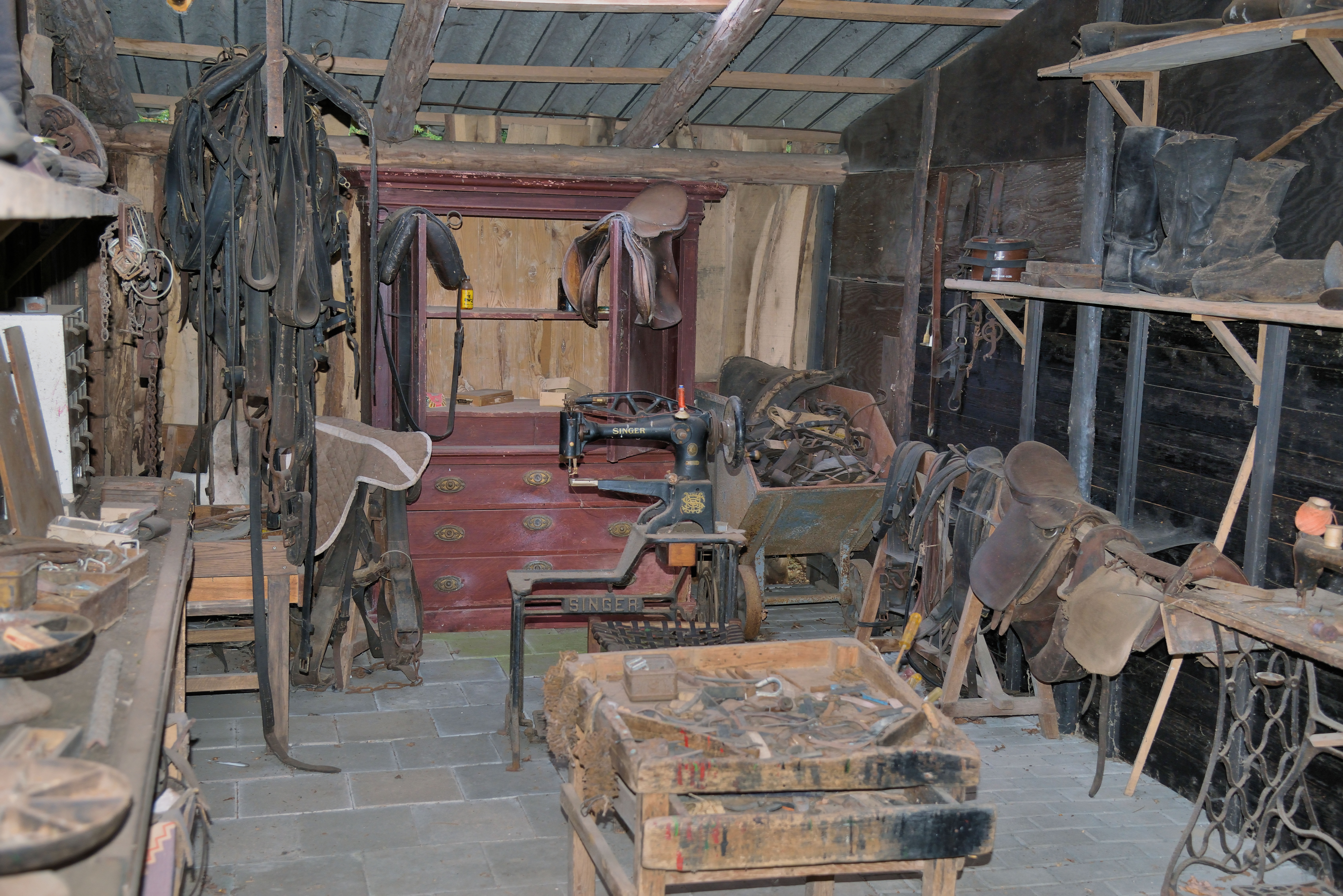
Opgeslagen collectie, zadels en tuig
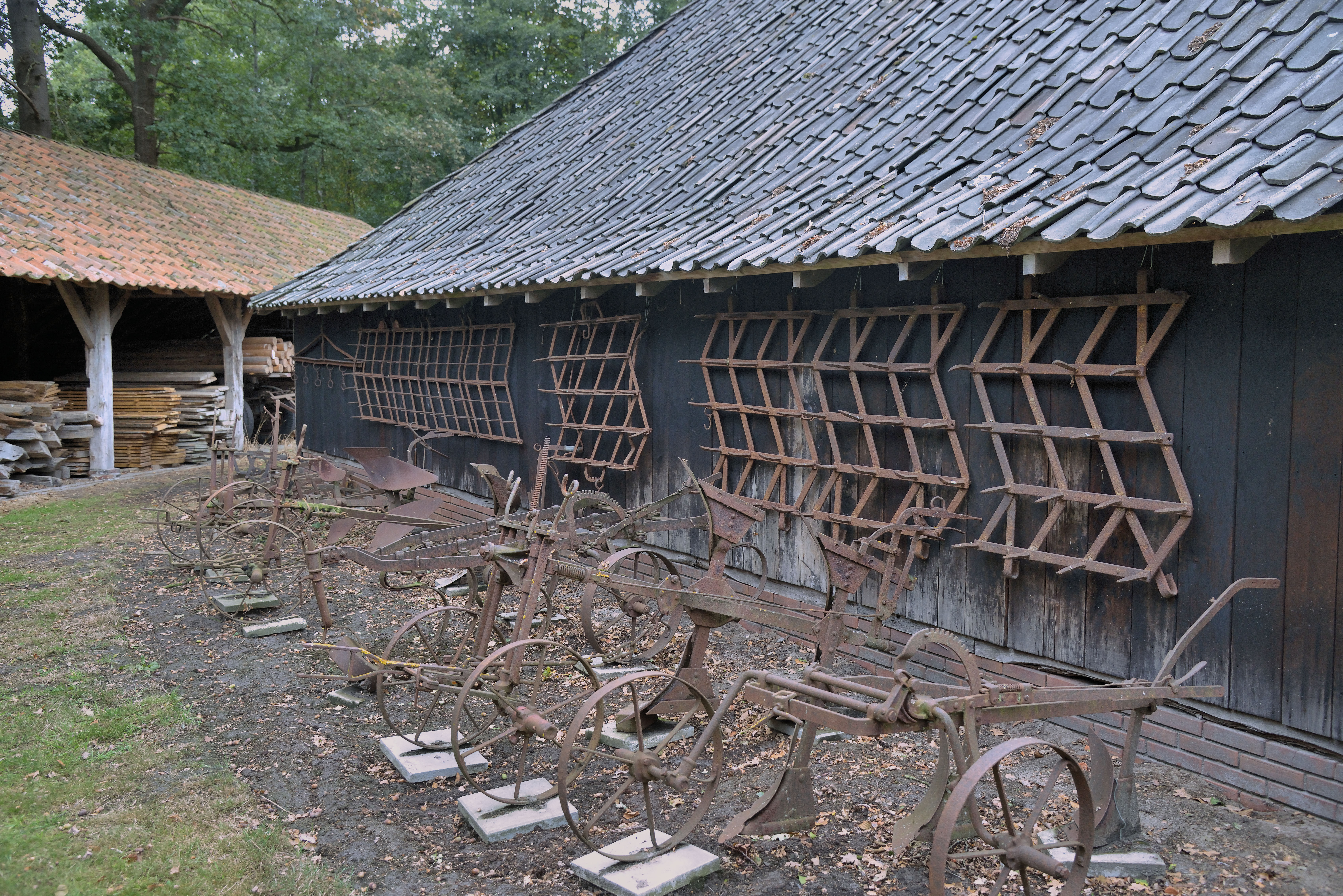
Ploegen en eggen
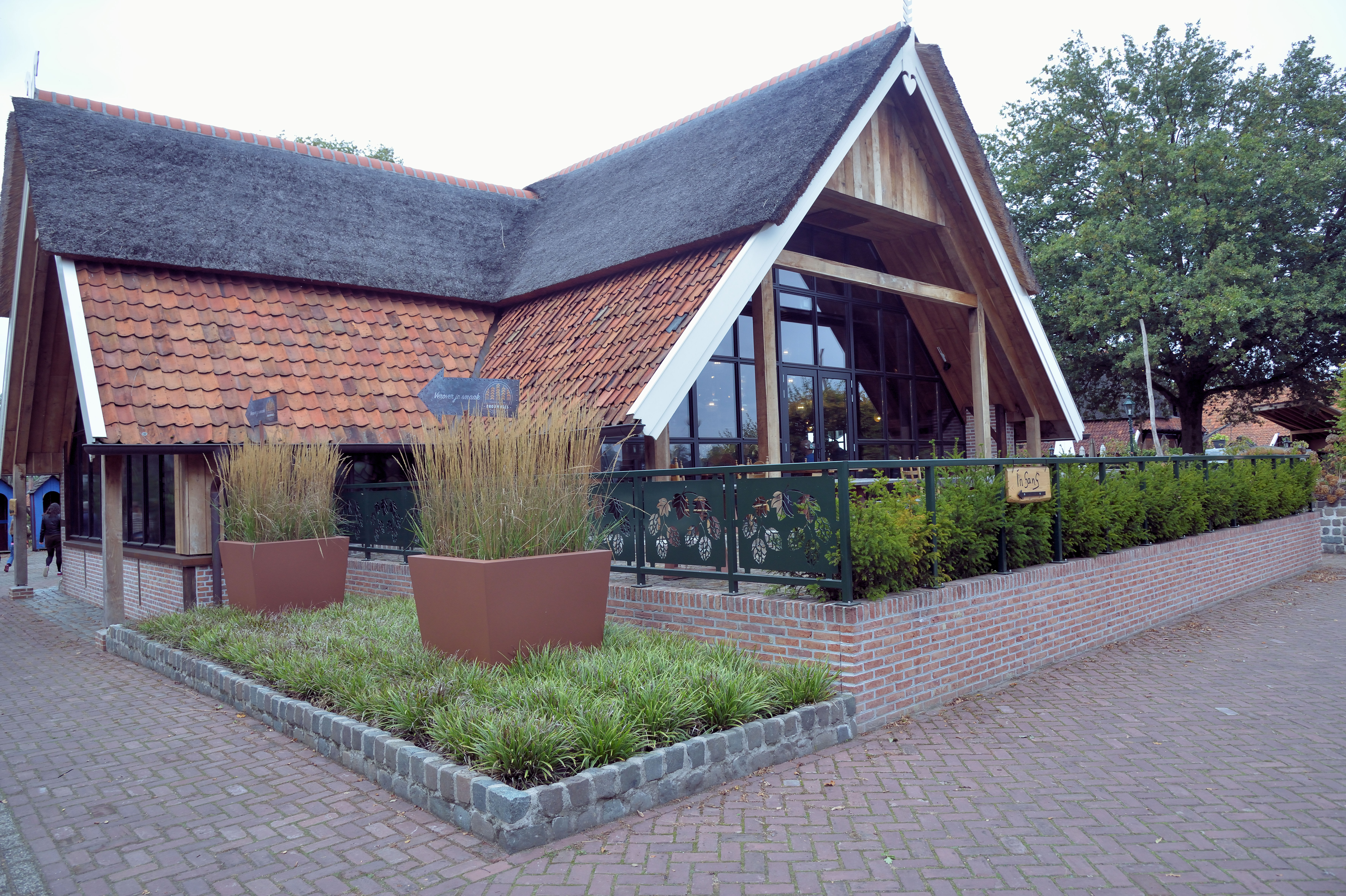
Brouwhoes
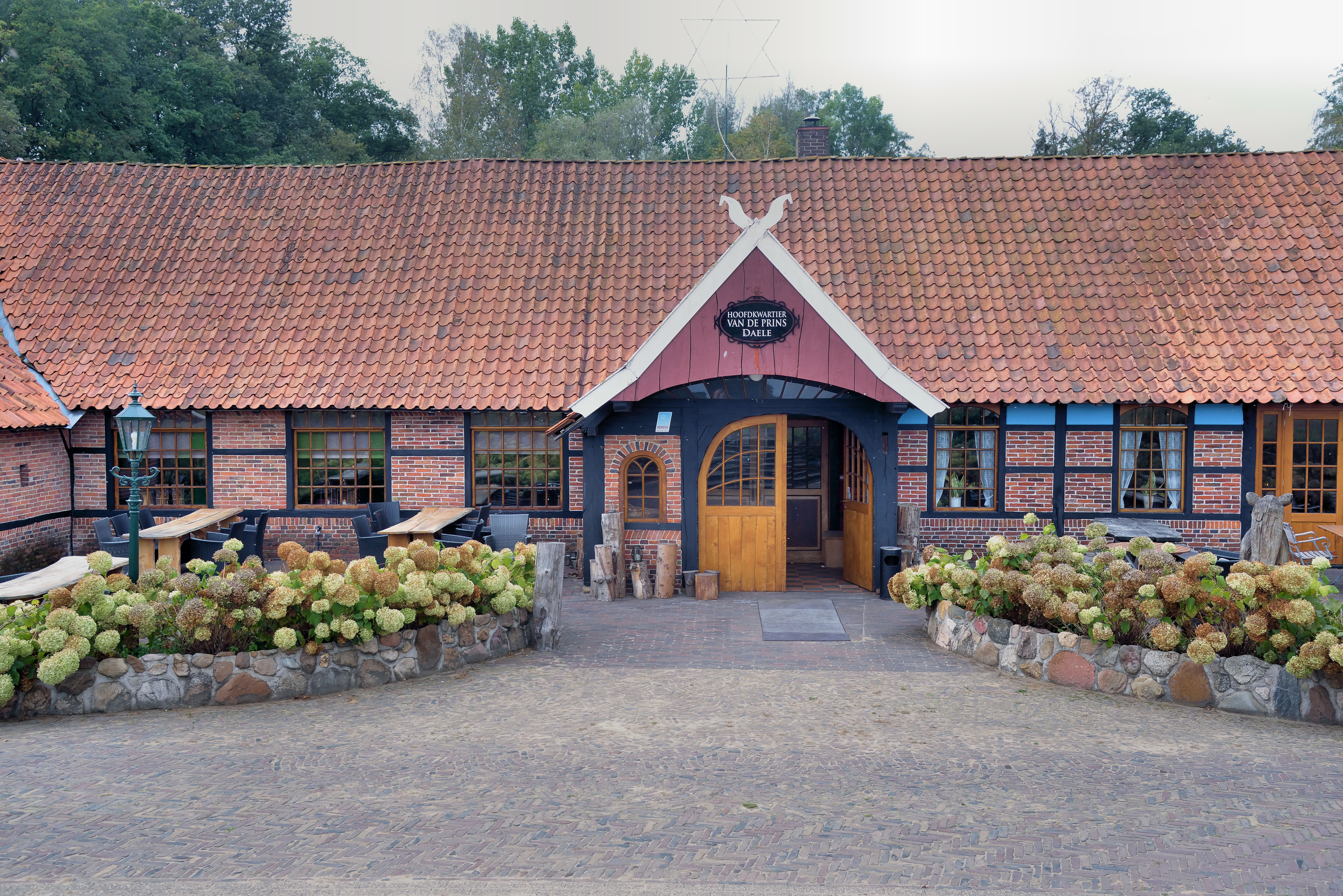
Hoofdkwartier van de Prins Daele

Tegenover het complex bevindt zich kaasboerderij Weenink met een winkel met streekproducten en een bakspieker.